# Aphrodite: Les Folies Tour
Aphrodite: Les Folies Tour (także jako Aphrodite Live w Ameryce Północnej) – światowa trasa koncertowa Kylie Minogue (jedenasta w karierze artystki), która odbyła się w 2011 roku. Obejmowała 77 koncertów na wszystkich kontynentach. Na trasie Minogue zarobiła łącznie 32 mln dolarów.

## Program koncertów
1. The Birth of Aphrodite (wstęp z wideo zawierającym fragment utworu Karnawał zwierząt)
2. Aphrodite
3. The One
4. Wow
5. Illusion
6. I Believe In You
7. Cupid Boy
8. Spinning Around
9. Get Outta My Way
10. What Do I Have To Do
11. Everything Is Beautiful
12. Slow
13. Confide In Me
14. Can't Get You Out Of My Head (zawierał fragment utworu Uprising z repertuaru Muse)
15. In My Arms
16. Looking for an Angel
17. Closer
18. There Must Be an Angel (Playing with My Heart)
19. Love at First Sight (z fragmentami utworu Can't Beat the Feeling)
20. If You Don't Love Me
21. Better the Devil You Know (zawierał fragment utworu Fanfarra (Despedida))
22. Better Than Today
23. Put Your Hands Up (If You Feel Love)

### Bisy
1. Million Dollar Remaind (wideo interludium)
2. On a Night Like This (zawierał fragment utworu Heaven)
3. All the Lovers